# Nhà thờ chính tòa Segorbe
Nhà thờ chính tòa Đức Mẹ Lên Trời (tiếng Tây Ban Nha: Catedral de la Asunción de la Virgen) là một nhà thờ chính tòa Giáo hội Công giáo Rôma ở Segorbe, Castellón (tỉnh), Tây Ban Nha. Nhà thờ là trung tâm Giáo phận Công giáo Roma Segorbe-Castellón. Nhà thờ được thăng hạng thành vương cung thánh đường nhỏ năm 1985.

## Lịch sử
Nằm đối với tường thành, nhà thờ, từng là thánh đường Hồi giáo, được xây lại hoàn toàn vào năm 1246 với kiến trúc Gothic mà không có vết tích nào của kiến trúc Ả Rập.

## Bảo tàng
Bảo tàng nhà thờ là nơi lưu trữ nhiều tác phẩm nghệ thuật của nghệ sĩ trong và ngoài Tây Ban Nha, thuộc về Gothic quốc tế, tranh vẽ Flemish thế kỷ 15, trường học Valencia thế kỷ 16 và nhiều tác phẩm gần đây. Các nghệ sĩ thể hiện bao gồm Jaume Mateu (St. Jerome Altarpiece, c. 1450), Vicente Juan Masip và con trai Juan (hai bàn thờ thế kỷ 16), cũng như người họa sĩ Ý Donatello với tác phẩm cống hiến của mình.